# Правительство Виктории
Правительство Виктории (англ. Government of Victoria) — исполнительный административный орган австралийского штата Виктория.
Действуя в рамках статуса Виктории как субнациональной парламентской конституционной монархии, правительство было впервые сформировано в 1851 году, когда Виктория впервые получила право на собственное правительство. Со времени образования Австралийской Федерации в 1901 году Виктория является штатом Австралийского Содружества, а Конституция Австралии регулирует его отношения с Содружеством. В соответствии с Конституцией Австралии Виктория передает Содружеству законодательную и судебную власть на своей территории, но сохраняет полномочия по всем вопросам, не противоречащим политике Содружества.
Правительство Виктории обеспечивает соблюдение законов, принятых парламентом штата через большое количество правительственных департаментов, государственных органов и других соответствующих учреждений. Правительство официально возглавляется губернатором штата Виктория, который осуществляет свои исполнительные полномочия, предоставленные Конституцией, через Исполнительный совет. На самом деле, и губернатор, и совет в основном церемониальны, а премьер-министр и его министры имеют реальную власть над политическими решениями, назначениями и другими исполнительными распоряжениями губернатора в совете.
В настоящее время премьер-министром является Дэниел Эндрюс, член лейбористской партии, Линда Дессау является губернатором с 2015 года.

## Исполнительная власть
Правительство Виктории действует в соответствии с принципами Вестминстерской системы, формы парламентского правления, основанной на модели Соединенного Королевства.
Исполнительная власть формально принадлежит Исполнительному совету, который состоит из губернатора и старших министров. На практике исполнительная власть осуществляется премьер-министром штата Виктория, назначаемым губернатором. Кабинет министров является главным директивным органом правительства и состоит из премьер-министра и всех министров.

## Законодательная власть
Законодательная власть принадлежит Парламенту Виктории, который состоит из Елизаветы II, королевы Австралии, представленной губернатором Виктории, и двух палат, Законодательного совета Виктории (верхняя палата) и Законодательного собрания Виктории (нижняя палата).

## Судебная власть
Судебная власть осуществляется Верховным судом штата Виктория и системой подчиненных судов, но Верховный суд Австралии и другие федеральные суды имеют основную юрисдикцию в отношении вопросов, которые подпадают под сферу действия Конституции Австралии.